# Бетлерталер

Беттлерталер, 1567, Майнц

Бетлерталер (нім. Bettlertaler, нім. Kröpeltaler, нім. Prachertaler) — назва ряду монет талерового типу із зображенням святого Мартіна та жебрака. За переказами Мартін побачивши напівзадубілого голого жебрака, розрізав свій плащ навпіл і віддав йому половину. Вночі уві сні йому з'явився одягнений у цю частину плаща Ісус Христос, який сказав: «Мартін одягнув Мене цим плащем».
Назва походить від німецького «Bettler» — жебрак. «Pracher» є позначенням слова в нижньонімецькій мові. «Kröpel» або «Krüppel» означає «каліка». Першою монетою із зображенням святого Мартіна та жебрака, а також попередником бетлерталера є кальмарський диккен 1499.
Бетлерталери випускали у низці держав:
- у графстві Горн при Філіппі де Монморансі (1540—1568)[3]
- в архієпископстві Майнц за:
  - Даніеле Бренделе фон Гомбурге (1555—1582)[4]
  - Вольфганге фон Дальберге[de] (1582—1601)[5]
  - Йогані Адамі фон Бікені[de] (1601—1604)[4]
- у князівстві Шварцбург у 1606, 1608 та 1623[6]
- у кантоні Швіц в 1653[7][6]
- також до бетлерталерів відносять[6][2] великі срібні скудо Луккі 1735—1756[8].